# Кни, Леопольд
Карл Игнац Леопольд Кни (нем. Carl Ignaz Leopold Kny; 6 июля 1841, Бреслау — 26 июня 1916) — немецкий ботаник, изучавший, в основном, грибы, мхи, папоротники и водоросли.
Учился в Бреслау, Мюнхене и в Берлине (у Александра Брауна)
С 1873 года профессор физиологии растений в Берлинском университете и в Высшей земледельческой школе, директор Института физиологии растений.
Кни был известен изданием настенных таблиц по всем отделам ботаники (нем. Botanische Wandtafeln). Это превосходное издание представляет научный труд, основанный на самостоятельных исследованиях. Текст, на 554 страницах объясняющий таблицы, часто содержал ряд весьма ценных монографий. Иллюстративная часть отличалась тщательностью проработки деталей. Издание началось в 1874 году и закончилось в 1911 году. Было издано 117 таблиц.

Botanische Wandtafeln
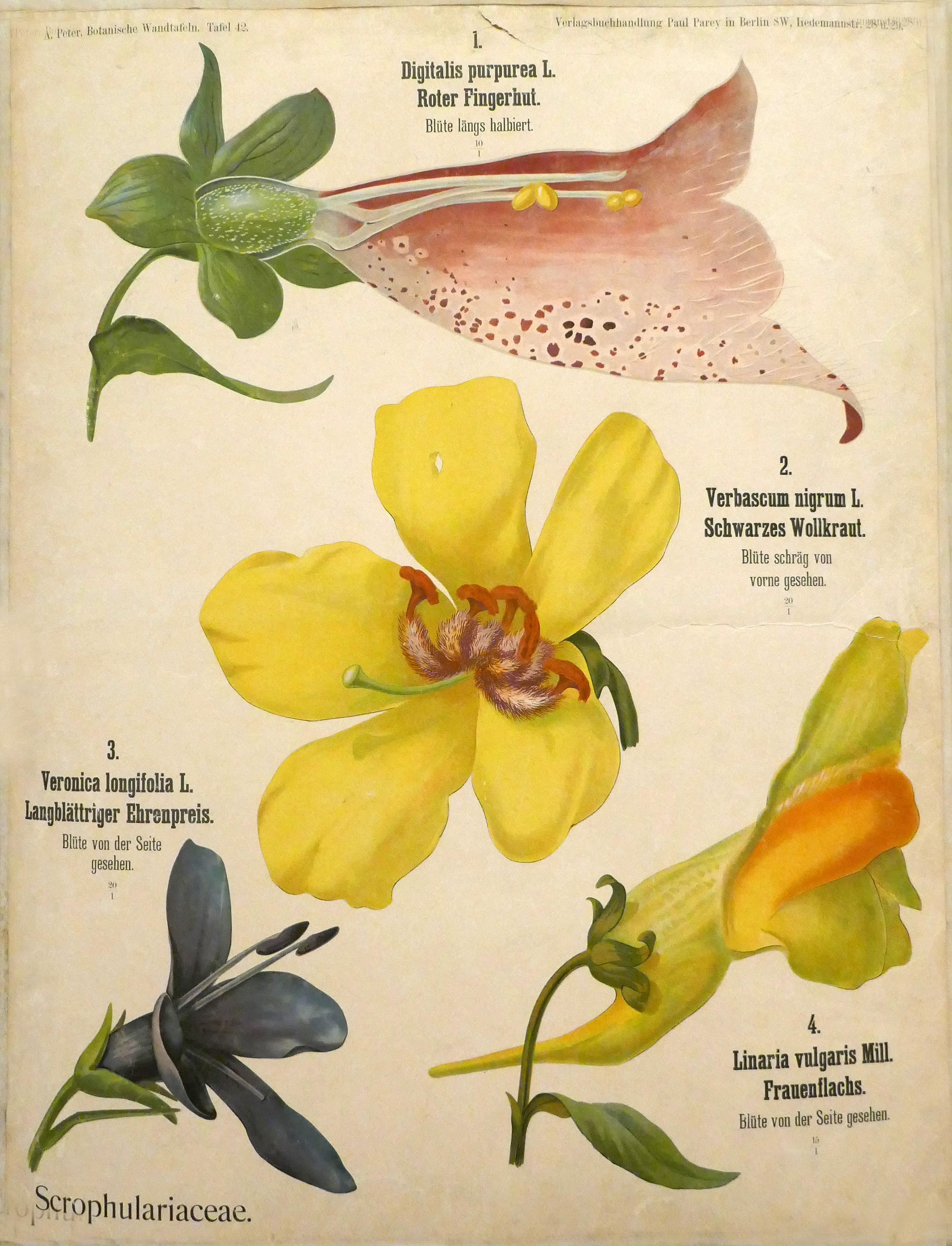
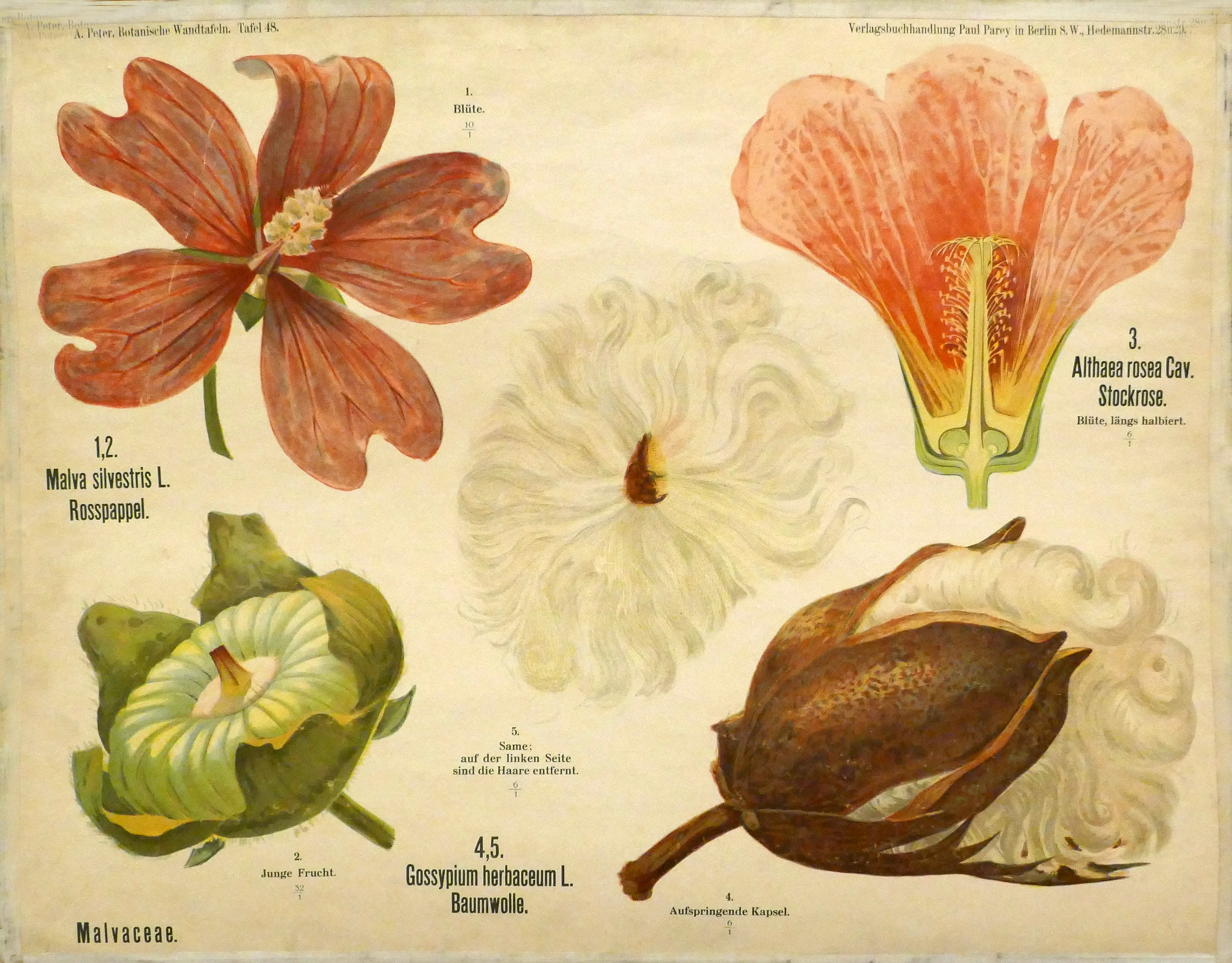

## Научные труды
- Beiträge zur Entwickelungsgeschichte der laubigen Lebermoose (Лейпциг, 1864)  (нем.)
- Ueber Bau und Entwickelung des Farnantheridiums (Берлин, 1869)  (нем.)
- Beiträge zur Entwickelungsgeschichte der Farnkräuter // Pringsheim’s Jahrbuch, VII, 1872  (нем.)
- Entwickelung der Parkeriaceen // Nova acta Acad. Leop. Carol., XXXVII, 1875  (нем.)
- Ueber das Dickenwachsthum des Helzkörpers in seiner Abhängigkeit von äusseren Einflüssen (Берлин, 1882)  (нем.)